# Silvio Spaventa

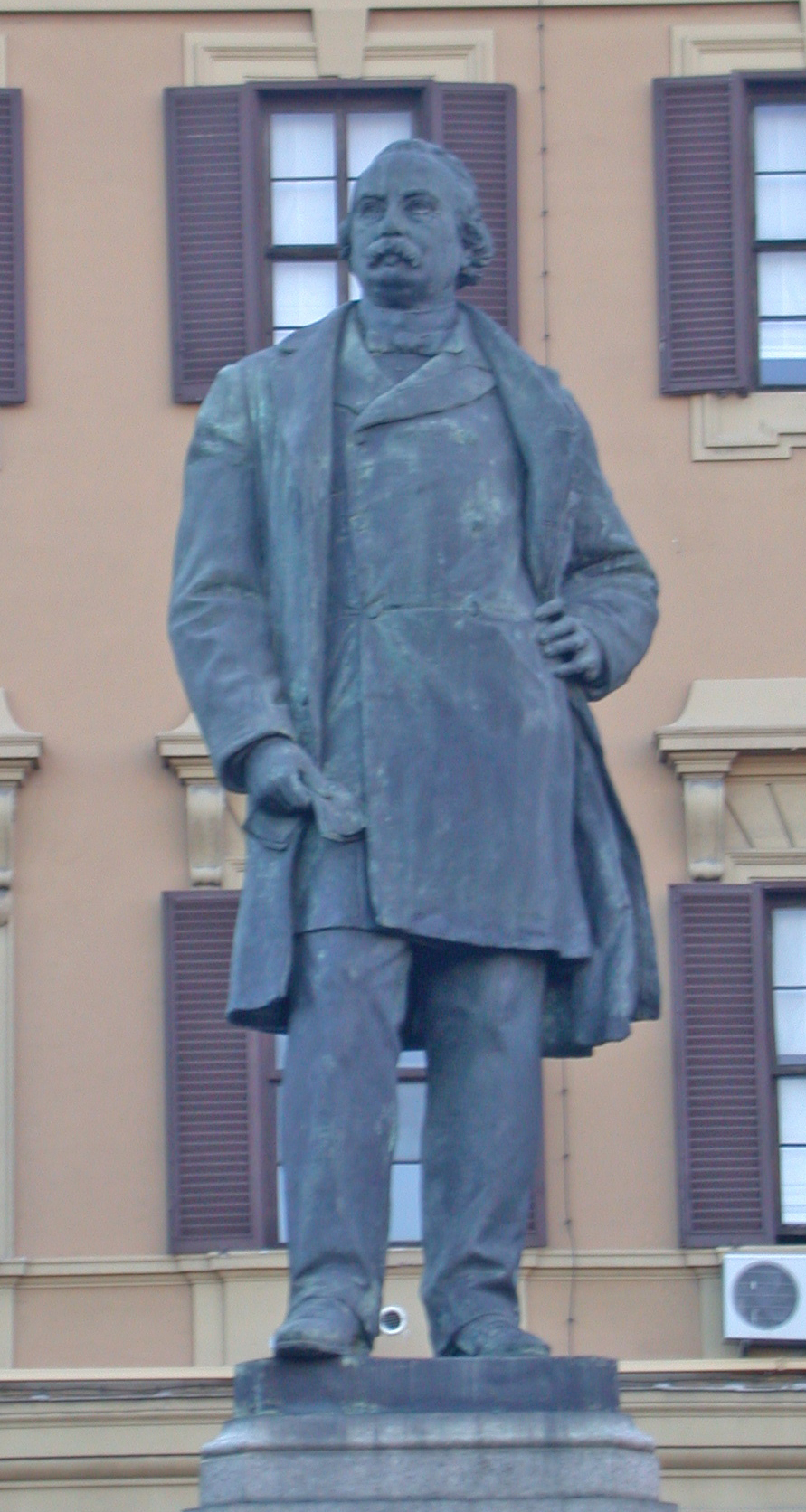
Silvio Spaventa

Silvio Spaventa (n. 10 mai 1822 la Bomba, Italia - d. 23 iunie 1893 la Roma) a fost un om politic italian, participant al Risorgimento.

## Biografie
Silvio Spaventa a fost fratele mai mic al filozofului Bertrando Spaventa, iar mama a fost sora Benedetto Croce.
În 1836 începe studiile la Seminariul din Chieti. unde studia și fratele său. Frecventează apoi seminarul din Montecassino, unde Bertrando obține doctoratul în matematică și retorică.
În 1843 se transferă la Napoli, unde intră ca preceptor al fiilor magistratului Benedetto Croce, unchiul său.
Acolo intră în contact cu gândirea liberală și hegeliană.
Datorită atitudinii politice, se retrage în Toscana, unde menține puternice legături cu clasa politică moderată locală.
În februarie 1848 se întoarce în Napoli și, luna următoare, în martie, fondează cotidianul Il Nazionale. În curând jurnalul devine punct de referință pentru burghezia liberală. Apoi este ales deputat și astfel reușește să dea o amploare națională patriotismului său napolitan.